# Марш прогресса

Оригинальная иллюстрация «Марш прогресса» из книги «Ранний человек» (1965)

«Марш прогресса» (англ. March of Progress), первоначально «Дорога к Homo Sapiens» (англ. The Road to Homo Sapiens) — иллюстрация, представляющая 25 миллионов лет эволюции человека. Создана художником-естествоиспытателем и монументалистом Рудольфом Заллингером для тома «Ранний человек» из книжной серии «Life Nature Library», опубликованного в 1965 году.
Рассматривается как изображение дискредитированной теории ортогенеза, согласно которой эволюция представляет собой линейный прогресс. В связи с этим изображение широко пародировалось и имитировалось для создания образа какого-либо другого прогресса.
Изображению предшествовала иллюстрация в книге зоолога Томаса Хаксли «Доказательства места человека в природе» 1863 года.

## Контекст
Иллюстрация является частью раздела текста и изображений, заказанных издательством «Time-Life Books» для тома «Ранний человек» (1965) из книжной серии «Life Nature Library» антрополога Фрэнсиса Хауэлла.
Иллюстрация представляет собой разворот под названием «Дорога к Homo Sapiens». На нём изображена последовательность фигур, нарисованных Заллингером. 15 эволюционных предков человека выстроены в линию, как если бы они маршировали на параде слева направо. Первые два предложения подписи: «Каковы были этапы долгого пути человека от обезьяноподобных предков к человеку разумному? Начиная с правой стороны и далее ещё на четырёх страницах, представлены вехи эволюции приматов и человека в том виде, в каком они известны учёным сегодня, собранные воедино из фрагментарных ископаемых свидетельств».

## Представленные гоминиды
15 фигур приматов на изображении Заллингера слева направо перечислены ниже. Датировка соответствует оригиналу и может больше не отражать современные научные представления.
- Плиопитек, возраст 22—12 миллионов лет, «предок линии гиббонов»
- Проконсул, примат возрастом 21—9 миллионов лет, который мог или не мог быть квалифицирован как обезьяна
- Дриопитек, ископаемая обезьяна возрастом 15—8 миллионов лет, первая такая найденная (1856) и вероятный предок современных обезьян
- Ореопитек, возраст 15—8 миллионов лет
- Рамапитек, обезьяна возрастом 13—8 миллионов лет и возможный предок современных орангутанов (сейчас считается самкой сивапитека)
- Австралопитек, возраст 2—3 миллиона лет; тогда считался самым ранним «определенным гоминидом»
- Парантроп, 1,8 — 0,8 миллиона лет
- Продвинутый австралопитек, возраст 1,8 — 0,7 миллиона лет
- Homo erectus, 700 000 — 400 000 лет, самый ранний из известных в то время представителей рода Homo.
- Ранний Homo sapiens, 300 000 — 200 000 лет; из Суонскомба[англ.], Штайнхейма и Монморина, которые тогда считались самыми ранними Homo sapiens.
- Солойский человек, 100 000 — 50 000 лет; описывается как вымершая азиатская «раса» Homo sapiens (теперь считается подвидом Homo erectus)
- Родезийский мужчина, 50 000 — 30 000 лет; описывается как вымершая африканская «раса» Homo sapiens (иногда считается Homo heidelbergensis и датируется намного раньше)
- Неандерталец, 100 000 — 40 000 лет
- Кроманьонец, 40 000 — 5 000 лет
- Человек разумный, 40 000 лет до настоящего времени

## Смысловое значение
Вопреки внешнему виду изображения и некоторым возражениям, первоначальный текст «Дороги к Homo Sapiens» 1965 года демонстрирует понимание того факта, что линейное представление последовательности видов приматов, происходящих по прямой линии предков человека, было бы неверным. интерпретация. Например, четвертая фигура Заллингера (Ореопитек) считается «вероятной боковой ветвью генеалогического древа человека». Только следующая фигура (Рамапитек) описывается «теперь некоторые эксперты считают, что это самый старый из предков человека по прямой линии» (что больше не считается вероятным). Это означает, что первых четырёх приматов нельзя считать предками человека. Так же седьмая фигура (Парантроп) считается «тупиковой ветвью».

## Восприятие

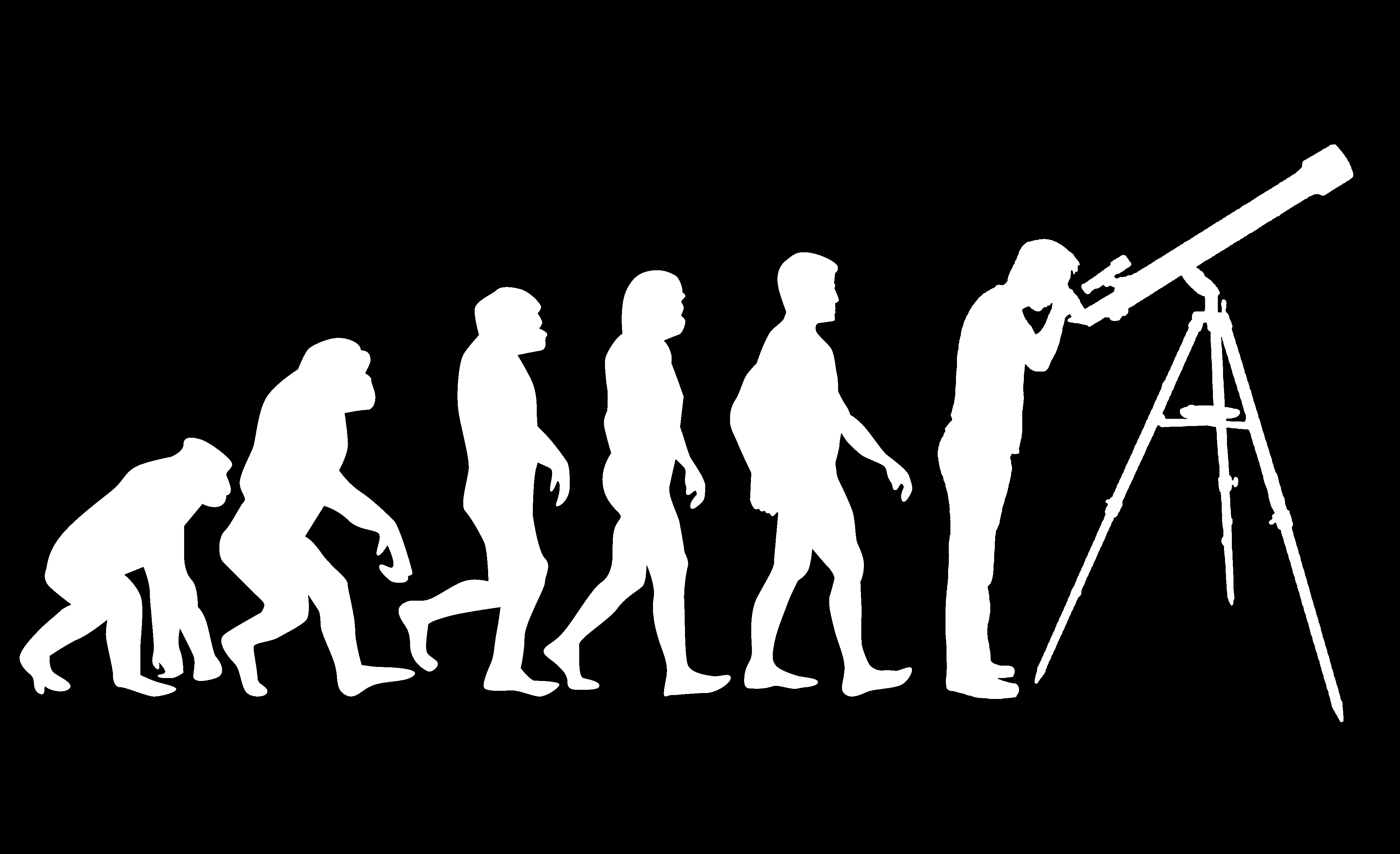
Одна из многих версий прогрессионистского мема: Astronomy Evolution 2 Джузеппе Донатьелло, 2016

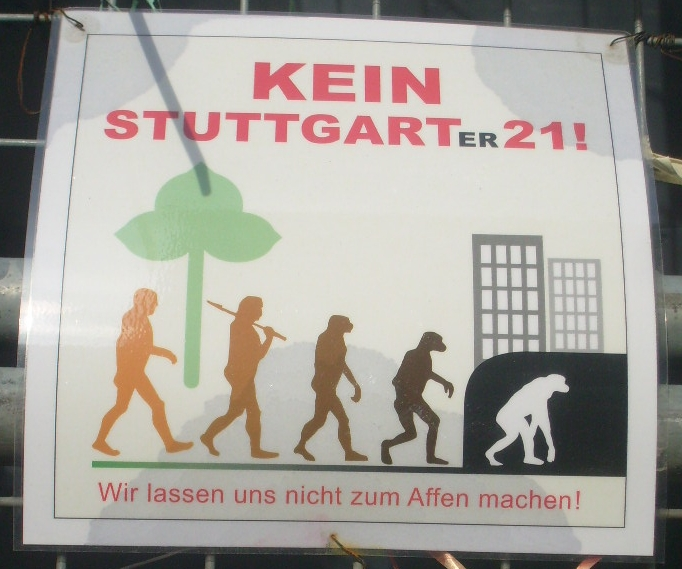
Немецкий протестный баннер в Штутгарте, 2010. Подпись под изображением: «Мы не позволим превратить себя в обезьян!»

Изображение часто копировали, модифицировали и пародировали. Оно было раскритиковано как «непреднамеренное и ошибочное», подразумевающее, что «эволюция прогрессивна». Изображение описывается как имеющее «визуальную логику» линейного развития. The Lancet назвал его «пресловутым, часто цитируемым или адаптируемым, знакомым многим, кто никогда не видел его оригинальную версию и не слышал о её создателе». Изображение стало более известным, чем стоящая за ним наука.
Относительно того, как была интерпретирована иллюстрация, антрополог Фрэнсис Хауэлл заметил:

Художник не собирался сводить эволюцию человека к линейной последовательности, но именно так это воспринималось зрителями… Графика перевешивала текст. Это было очень мощно и эмоционально.
Стивен Гулд (1941—2002) подверг критике иконологию изображения на нескольких страницах своей книги 1989 года «Чудесная жизнь», воспроизведя несколько рекламных роликов и политических карикатур, в которых иллюстрации используются для различных целей. В главе «Иконография ожидания» он утверждал, что

Марш прогресса являющийся «каноническим представлением эволюции» — изображение, немедленно схватываемая и интуитивно понимаемая всеми… Смирительная рубашка линейного продвижения переходит с иконографии на понимание эволюции: само слово становится синоним «прогресса»… [Но] жизнь — это обильно ветвящийся куст, постоянно подстригаемый мрачной косой вымирания, а не лестница предсказуемого прогресса.
Сторонник концепции «разумного замысла» Джонатан Уэллс в своей книге «Иконы эволюции: наука или миф?» (2002) писал: «Хотя это широко используется, чтобы показать, что мы всего лишь животные и что само наше существование — простая случайность, окончательное изображение выходит далеко за рамки доказательств». В книге подборка тем из учебника по теории эволюции сравнивается с иллюстрацией на обложке, обозначенной таким образом.
Райли Блэк в для журнале Scientific American, утверждает, что идея «марша прогресса», изображенная на этой иллюстрации 1965 года, восходит к средневековой великой цепи бытия и идее XIX века о «недостающем звене» в летописи окаменелостей. По её мнению, в рамках понимания жизни и эволюции, «первый шаг включает в себя отбрасывание типов изображений, которые ограничивают, а не просвещают». В статье для Wired Блэк добавила, что «возможно, нет другой иллюстрации, которая была бы столь же узнаваемой, как изображение эволюции, но трагедия в том, что она передаёт взгляд, который не похож на наше нынешнее понимание истории жизни».

## Пародии и адаптации
«Марш прогресса» часто имитировали, пародировали или адаптировали в коммерческих или политических целях. На логотипе Фонда Лики и Национальных музеев Кении изображен небольшой силуэт самого изображения «Марша прогресса». Обложка альбома «Doors» 1972 года «Full Circle» отсылает к «Марша прогресса», как и альбом «Supertramp» 1985 года «Brother Where You Bound». На обложке компакт-диска с саундтреком к фильму 1992 года «Замороженный калифорниец» изображено, как обезьяна превращается в скейтбордиста. В декабрьском выпуске журнала The Economist за 2005 год помещено изображение, на котором гоминиды поднимаются по лестнице, чтобы превратиться в женщину в чёрном платье с бокалом шампанского, для иллюстрации «Истории человека».

## Предшествующие изображения

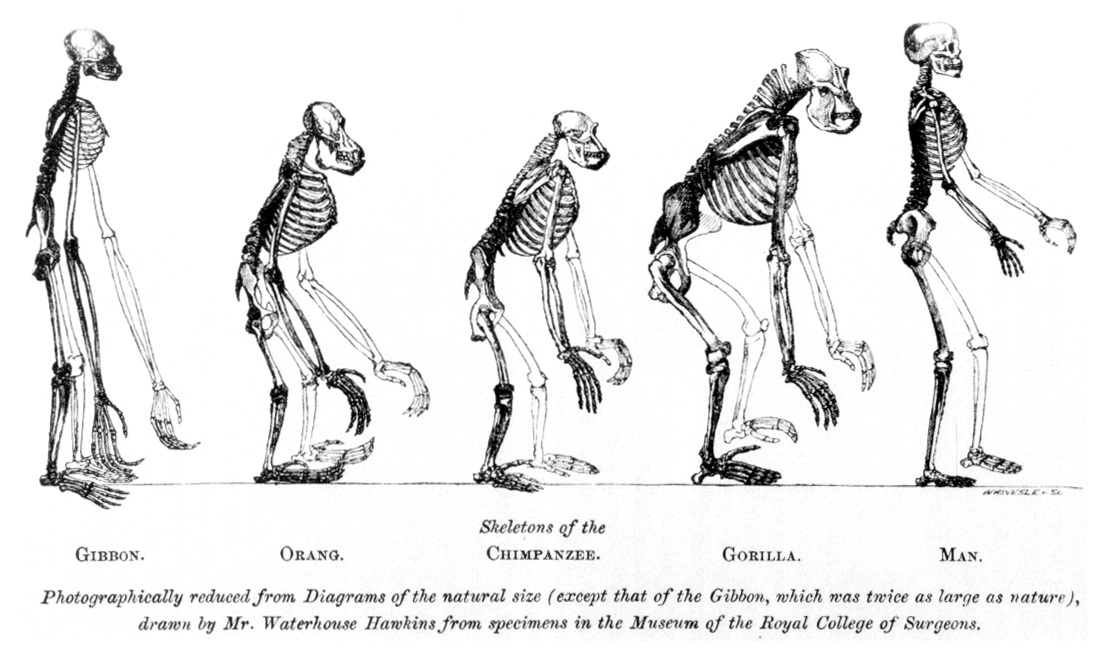
Фронтиспис к книге зоолога Томаса Хаксли «Доказательства места человека в природе» 1863 года

Фронтиспис Томаса Генри Хаксли к его книге 1863 года « Доказательства места человека в природе» был предназначен просто для сравнения скелетов обезьян и людей, но его непреднамеренная прогрессивная последовательность слева направо, по словам историка Дженнифер Такер, «стала культовым и мгновенно узнаваемым визуальным обозначением эволюции».

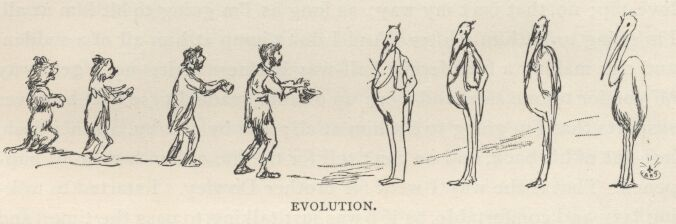
«Эволюция» в издании 1889 года Марка Твена «Янки из Коннектикута при дворе короля Артура»

Иллюстрация с заголовком «Эволюция», показывающая две последовательности из четырёх изображений, каждая из которых демонстрирует постепенное превращение животного в человека, присутствует в издании 1889 года книги Марка Твена «Янки из Коннектикута при дворе короля Артура».